# Sipi Antinpoika
Sipi Antinpoika, död 1662, var en finländare som avrättades för häxeri. 
Han ställdes inför rätta den 19-20 november 1662, anklagad av prästerna i församlingarna Hauho, Tuulos och Lammi, för att "locka sina grannar, både män och kvinnor, till hednisk tillbedjan". 
Det handlade konkret om att han hade arrangerat den gamla hedniska högtiden till ära för åsk- och fruktbarhetsguden Ukko. Under vårens torka hade han och de övriga byborna samlats vid sjön, där han gått ut i sjön till midjan, uttalade en bön till Ukko och drack hans skål, medan han bad guden låta regnet falla, så grödan kunde växa. En sådan ritual beskrevs redan av Mikael Agricola år 1551, och de pågick på många håll, särskilt i östra Finland, så sent som 1909.
Antinpoika angavs till prästerna av Martti Jaakonpoika, Maunu Heikinpoika, Riitta Sipintytär, Aune Fransintytär och Valpuri Martintytär, allt från byn Kokkila. De övriga deltagande hade sedan förhörts, och erkänt att de medverkat, men att Sipi Antinpoika hade förbjudit dem att tala om saken. Hedniska ritualer hade länge förekommit i särskilt västra Finland (Tavastland och Satakunda) sida vid sida med kristendomen, och detta hade länge i tysthet ignorerats, men under 1600-talet hade myndigheterna börjat förfölja dem nitiskt. 
Sipi Antinpoika hade enligt kyrkan gjort sig skyldig till avgudadyrkan genom att utöva hedniska ritualer. Detta räknades formellt som häxeri, och han kunde därför dömas till döden, formellt för trolldom. 